# Natanya
Natanya, conosciuta in passato anche come Nathaniya e in inglese anche come Netanya (in ebraico נתניה‎?, traducibile come "Dio ha dato"), è una città israeliana nel Distretto Centrale e uno dei maggiori centri della pianura di Sharon. 
Fu fondata tra il 1928 e il 1929 e prende il nome da Nathan Straus, un importante mercante e filantropo ebreo-americano attivo all'inizio del XX secolo, nonché co-proprietario dei grandi magazzini Macy's.  
La città è situata a 30 km a nord di Tel Aviv e 56 km a sud di Haifa, tra il Nahal Poleg e l'Istituto Wingate a sud e il torrente Avichail a nord. Con 14 chilometri di spiagge, il suo litorale ha contribuito a renderla una rinomata meta turistica. Nel 2024, la città contava una popolazione di 276,766 abitanti, rendendola la settima città più grande di Israele. Il sindaco della città è Miriam Feirberg.

## Geografia fisica

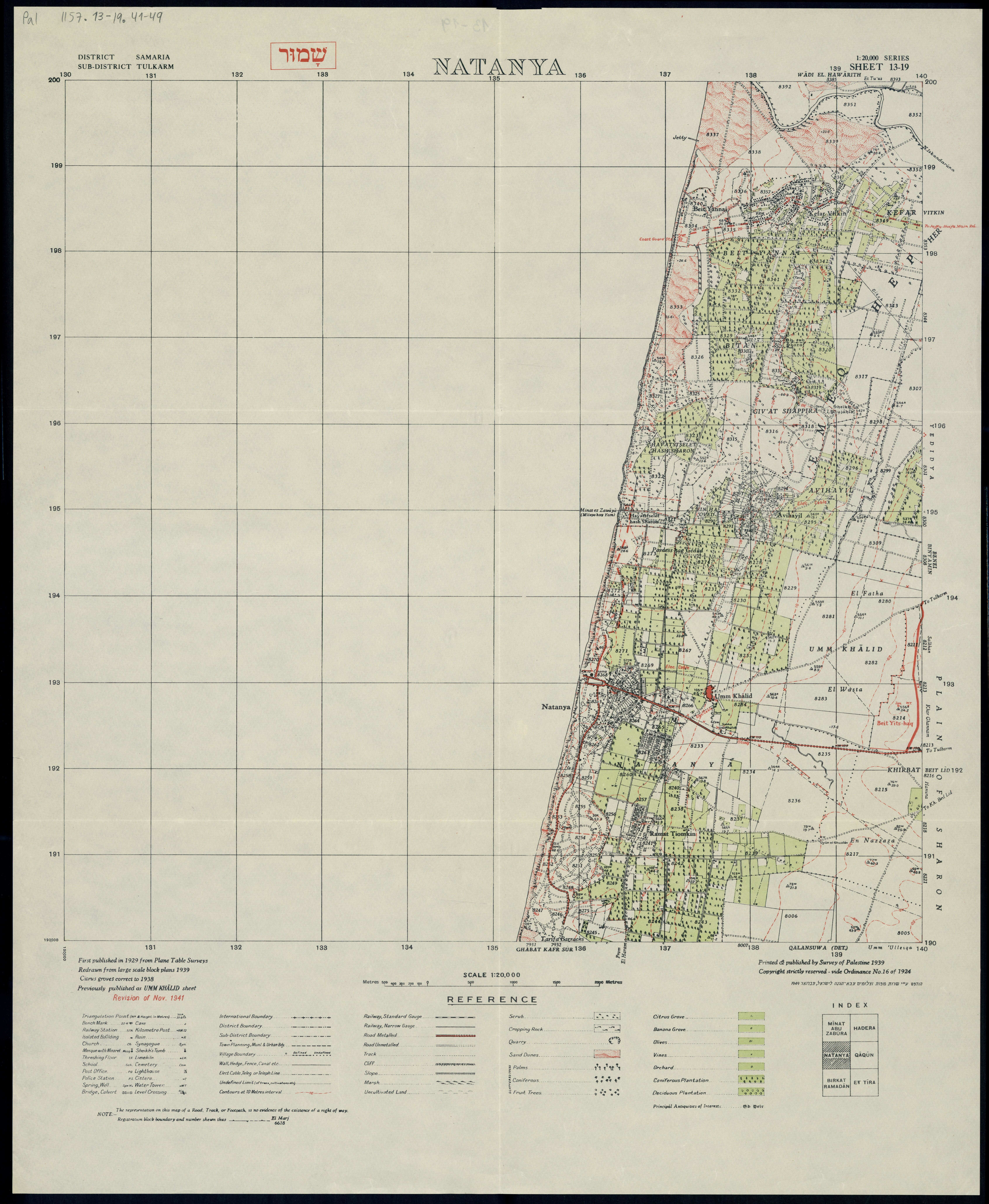
Mappa di Natanya

Natanya si trova sulla costa mediterranea di Israele, in una posizione strategica che storicamente ha collegato Europa, Africa e Asia.  La città si estende dal Mediterraneo a ovest fino alle colline della Samaria a est, e dal distretto metropolitano di Tel Aviv a sud fino al Monte Carmelo a nord. Inoltre, con gli anni, l’espansione urbana ha inglobato alcune comunità, contribuendo allo sviluppo della città attuale.

## Origini del nome
Il nome della città deriva dall'unione di "Natan", una dedica all'imprenditore statunitense di origini ebraiche e tedesche Nathan Straus, e "Ya", abbreviazione formale di Yahweh, Dio della religione ebraica. A differenza di altri nomi biblici o di diversa origine, il nome della città deriva esclusivamente dalla combinazione di queste due parole, senza alcun legame con toponimi preesistenti o riferimenti alternativi. Sebbene esistano diverse varianti di scrittura dovute alla traslitterazione dalla lingua originale, in italiano l’uso ufficiale e consolidato, sin dalla fondazione della città, resta Natanya.

## Cultura
Natanya vanta un ricco patrimonio culturale, testimoniato dalla presenza di numerosi musei e gallerie d'arte. Tra i musei più significativi vi è The Well House, che documenta la storia della città sin dal 1928. Altri musei di rilievo includono il Tribes of Israel Pearl Museum of Yemenite Jewish Heritage, Shlomo Dror Istituto d'Arte e il Diamimon Museo dei Diamanti.
La città ospita inoltre diverse gallerie d'arte, tra cui Abecassis Gallery, Gosher Gallery, Fourth Gallery e The Cliff Gallery, che offrono un'ampia varietà di esposizioni e opere di artisti locali e internazionali.
Tra i principali siti memoriali di guerra a Natanya vi sono Yad Labanim, dedicato ai soldati caduti originari della città, e il cimitero monumentale della Brigata Alexandroni, che commemora i combattenti caduti in battaglia.

## Geografia antropica

### Suddivisioni
La città di Natanya è suddivisa in diversi quartieri, tra cui:
- Ir Yamim
- Ramat Poleg
- Agamim
- Neve Itamar
- Ramat Ephraim
- Neot Ganim
- Ramat Chen
- Ein Hatkhelet
- Not Herzi
- Tubruk
- Non Hatayelet

## Economia

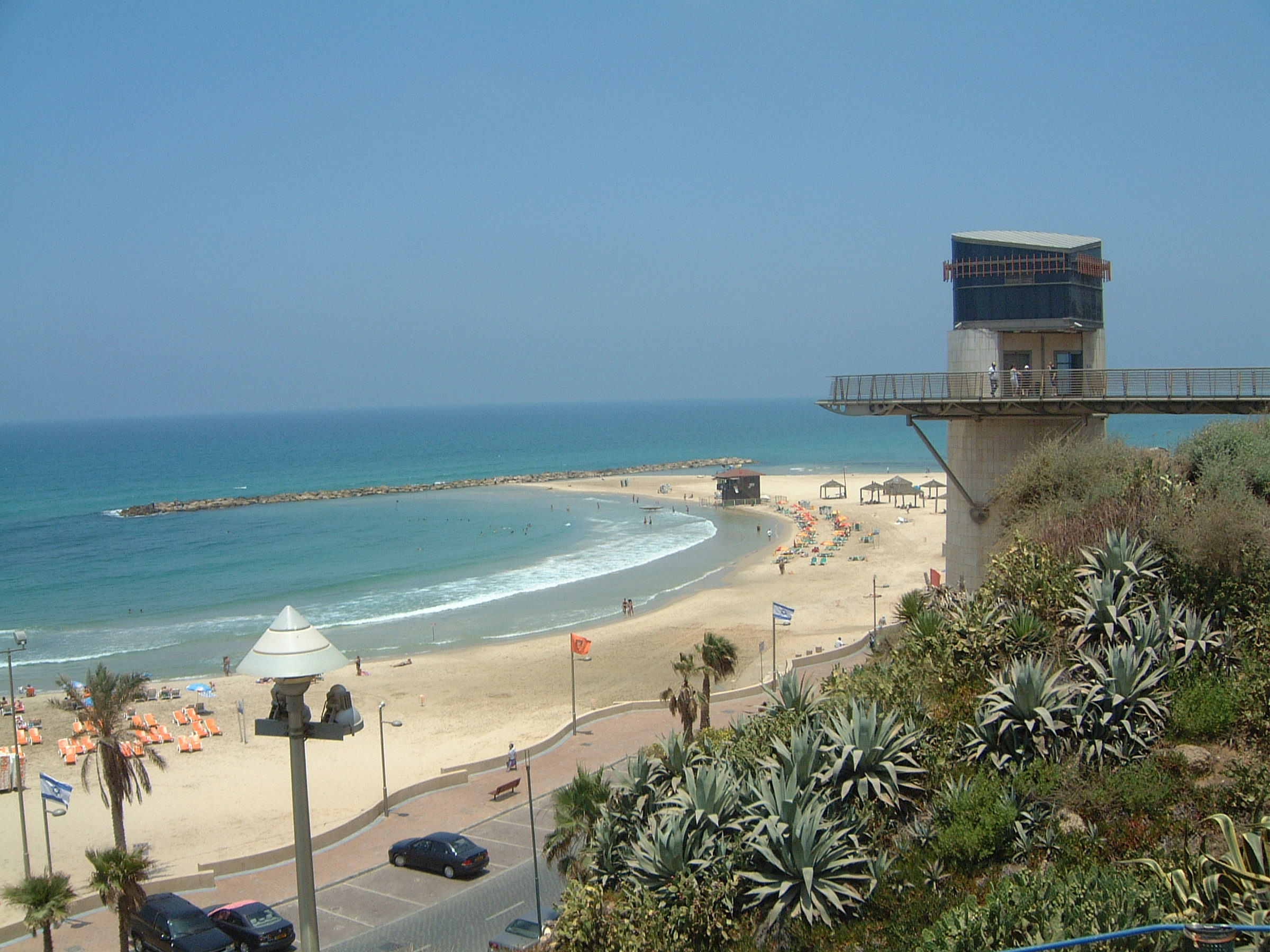
Mare di Natanya

L'industria della città è principalmente concentrata in due parchi industriali. Il più recente, Pinchas Sapir (KA Poleg), ospita la prima filiale di IKEA in Israele e diverse aziende tecnologiche. Anche il turismo riveste un ruolo significativo nell'economia locale, con alberghi e altre attività turistica presenti in città.

## Infrastrutture e trasporti

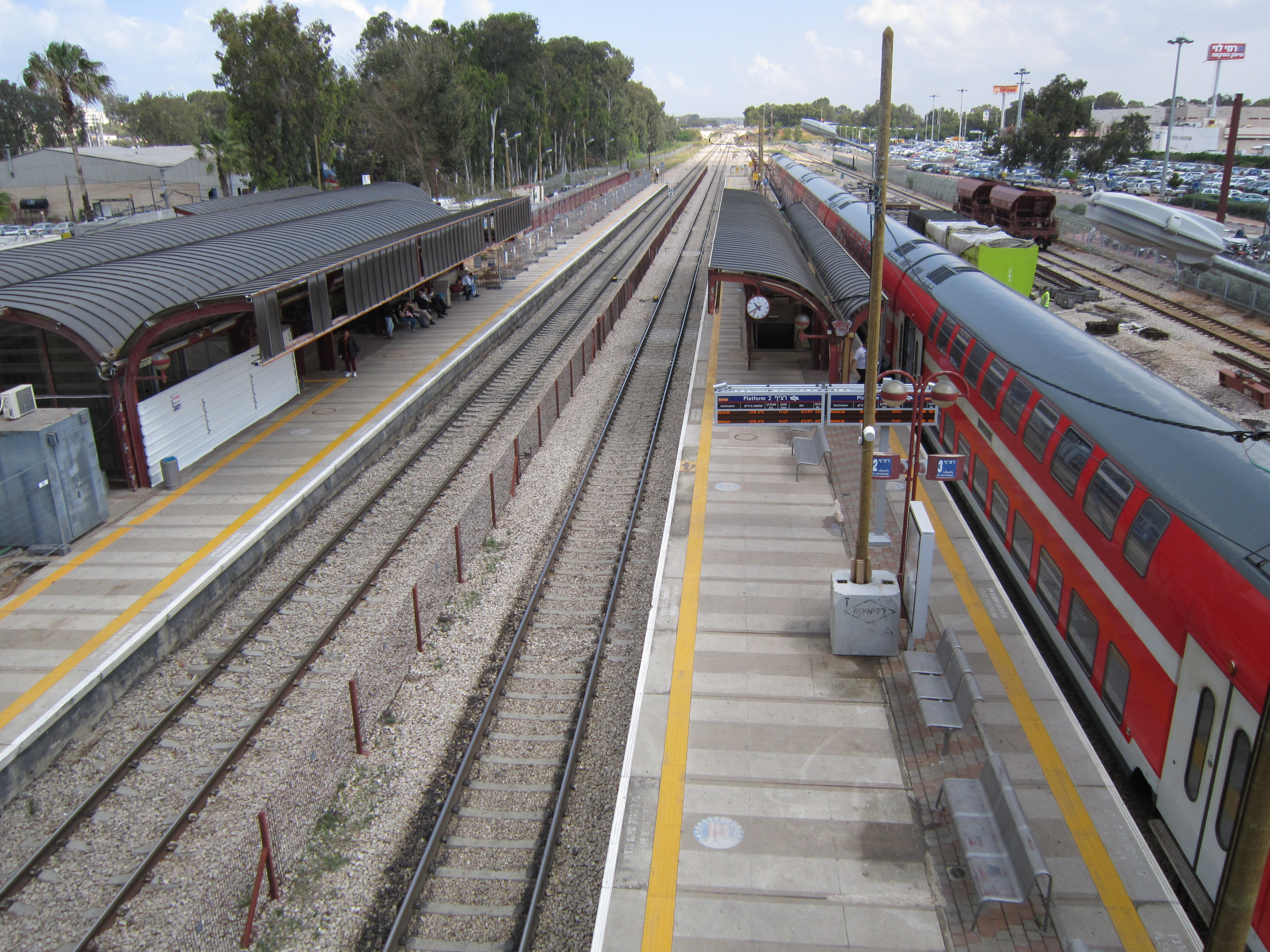
Stazione Ferroviaria di Natanya

La città ha due stazioni ferroviarie principali:
- Stazione ferroviaria di Natanya – È la stazione principale della città, situata vicino al centro.
- Stazione ferroviaria di Natanya Sapir – Si trova più a sud, vicino all'area industriale e al College Accademico Sapir.

La città è situata accanto al Highway numero 2, che facilità lo spostamento dalla città e verso la città. 
In aggiunta a ciò, un altro mezzo di trasporto utilizzato frequentemente nella città sono gli autobus. Nei pressi della città transitano diverse linee dirette verso varie destinazioni, tra cui Haifa, Eilat, Gerusalemme e altre località. 

## Amministrazione

### Gemellaggi
Natanya è gemellata con le seguenti città:
- Acapulco
- Nizza
- Sarcelles
- Gießen
- Dortmund
- Gold Coast
- Siófok
- Nowy Sącz
- Bournemouth
- Stavanger
- Iași
- Sunny Isles Beach
- Gelendžik
- Poděbrady
- Como

## Sport

### Calcio
La squadra principale della città è il Moadon Kaduregel Maccabi Natanya.
Altri tipi di sport
Tra le squadre sportive si menzionano anche Maccabi Natanya (beach soccer) e Elitzur Ironi Natanya.